# Ponte Persica
Ponte Persica è una frazione appartenente al comune di Castellammare di Stabia, nella città metropolitana di Napoli.

## Toponimo
Il nome deriva dal fatto che nella zona è presente un consistente numero di alberi di pesche.
In passato era presente un ponte per l'attraversamento del fiume Sarno, in quale rappresentava l'unico accesso a Castellammare di Stabia per chi proveniva dalla piana del Sarno: questo venne rifatto sotto Federico I di Napoli e successivamente nel 1530 e nel 1595.

## Descrizione
In passato la frazione di Ponte Persica basava la sua economia sull'agricoltura dato che è situata vicinissimo al fiume Sarno. Negli ultimi anni il boom edilizio ha portato alla sempre crescente popolosità della frazione favorendo la costruzione di un ufficio postale e quella di una stazione della Circumvesuviana realizzata nel 1932 e chiusa nel 2017 ubicata sulla linea Torre Annunziata – Sorrento chiamata appunto stazione di Ponte Persica. Inoltre è attraversata da autobus cittadini che la collegano alle altre zone di Castellammare di Stabia.